# Peter Bebb
Pour les articles homonymes, voir Bebb.
Peter Bebb est un artiste en effets spéciaux connu pour sa participation à la trilogie Batman le chevalier noir. 
Lors de la 83e cérémonie des Oscars, il remporte l'Oscar des meilleurs effets visuels pour le film Inception en 2011. Il partage son prix avec Chris Corbould (en), Paul Franklin (en) et Andrew Lockley (en).

## Filmographie partielle
- Terminator Genisys (2015)
- Thor : Le Monde des ténèbres (2013)
- The Dark Knight Rises (L'Ascension du Chevalier Noir) (2012)
- Captain America: The First Avenger (Capitaine America : Le Premier Vengeur) (2011)
- Inception (2010)
- Prince of Persia: Les Sables du Temps (2010)
- The Dark Knight : Le Chevalier noir (2008)
- Cœur d'encre (2008)
- Batman Begins (Batman : Le Commencement) (2005)
- Harry Potter et la Coupe de feu (2005)
- Les Chroniques de Riddick (2004)
- Meurs un autre jour (2002)
- Harry Potter et la Chambre des secrets (2002)
- La Famille foldingue (Nigaud de professeur: Les Klumps) (2000)
- Pitch Black (Alerte noire ) (2000)